# Törökország politikai élete
Törökország politikai élete a szekuláris, parlamenti, reprezentatív demokrácián és a hatalom szétválasztásán alapszik. A kormány vezetője a miniszterelnök; a török parlamenti választásokon több párt képviselőire szavazhatnak az állampolgárok. A végrehajtó hatalom a kormány kezében van, míg a törvényhozásban mind a kormány, mind a parlament részt vesz. A bírói hatalom a végrehajtói és törvényhozói hatalomtól függetlenül működik. Törökország jelenlegi alkotmányát (Anayasa: Fő Törvény) 1982. november 7-én fogadták el.

## Végrehajtó hatalom
Az államfő szerepét a köztársasági elnök (Cumhurbaşkanı) tölti be. A köztársasági elnököt hétévente választja a Török Nagy Nemzetgyűlés. A köztársasági elnöknek nem kell feltétlenül a parlament tagjának lennie. A jelenlegi köztársasági elnök Recep Tayyip Erdoğan.
A végrehajtó hatalmat a minisztertanács (Bakanlar Kurulu) gyakorolja. A minisztereknek parlamenti mandátummal kell rendelkezniük. A miniszterelnöki pozíció 2017-ben összeolvadt a köztársasági elnöki pozícióval.

## Törvényhozás
Törökországban a törvényhozó hatalmat az 550 fős Nemzetgyűlés (Türkiye Büyük Millet Meclisi- Török Nagy Nemzetgyűlés) gyakorolja, melynek tagjai 81 tartományt képviselnek. A parlamenti képviselőket 5 évre választják. Ahhoz, hogy egy párt bejuthasson a parlamentbe, a választásokon a szavazatok legalább 10%-át kell megszereznie. Egyéni képviselőknek a képviselt tartomány szavazatainak 10%-ára van szüksége a parlamentbe jutáshoz.
A török hadsereg a köztársaság létrehozása óta mindvégig meghatározó szerepet igyekezett játszani a politikában, s 1960-ban, 1971-ben és 1980-ban katonai puccsot hajtott végre, 1996-ban pedig - fizikai erőszak alkalmazása nélkül - eltávolította a hatalomból Necmettin Erbakan kormányát. A török vezérkar 2007. április 27-i ultimátumával befolyásolni próbálta a köztársasági elnökválasztást és a parlamenti választásokat. A hadsereg politikai szerepvállalásának megszüntetése, a hadsereg feletti polgári ellenőrzés megteremtése feltétele Törökország EU-csatlakozásának.
Törökországban jelenleg többpártrendszer van, a köztársaság első évtizedeiben (1950-ig) azonban egypárt-rendszer uralkodott.

## A legfontosabb politikai eszmék Törökországban
A török alkotmány és a legtöbb párt politikája az alábbi eszmékre épül:
- szekularizáció (az állam és az egyház szétválasztása)
- modernizáció
- nacionalizmus

Más politikai eszmék és ideológiák is hatással voltak (vannak) egyes török pártokra:
- iszlám fundamentalizmus
- pántörök eszmék
- kurd szeparatizmus
- szocializmus
- kommunizmus

## Pártok és választások
1950-től kezdve a török parlamenti választásokon a konzervatív pártok domináltak. A jelenleg hatalmon lévő Igazság és Fejlődés Pártja is konzervatív, demokrata pártként definiálja önmagát. A legnagyobb ellenzéki párt a CHP, a Szocialista Internacionálé tagja, 1999-ben nem érte el a parlamentbe jutáshoz szükséges küszöböt, 2002. óta pedig a leadott szavazatok kb. 1/5-ét szerzi meg.
Megjegyzés: a törökországi választási sajátosságok miatt, amelyik párt nem éri el az érvényes szavazatok legalább 10%-át, akkor nem kap helyet a Török Nagy Nemzetgyűlésben.
| A 2002. november 3-i parlamenti választások eredménye Törökországban | A 2002. november 3-i parlamenti választások eredménye Törökországban | A 2002. november 3-i parlamenti választások eredménye Törökországban | A 2002. november 3-i parlamenti választások eredménye Törökországban | A 2002. november 3-i parlamenti választások eredménye Törökországban | A 2002. november 3-i parlamenti választások eredménye Törökországban | A 2002. november 3-i parlamenti választások eredménye Törökországban |
| Pártok                                                               | Pártok                                                               | Szavazatok                                                           | Szavazatok                                                           | Szavazatok                                                           | Mandátumok                                                           | Mandátumok                                                           |
| Pártok                                                               | Pártok                                                               | No.                                                                  | %                                                                    | +− %                                                                 | No.                                                                  | +−                                                                   |
| -------------------------------------------------------------------- | -------------------------------------------------------------------- | -------------------------------------------------------------------- | -------------------------------------------------------------------- | -------------------------------------------------------------------- | -------------------------------------------------------------------- | -------------------------------------------------------------------- |
| Igazság és Fejlődés Pártja (Adalet ve Kalkınma Partisi)              | 10 779 489                                                           | 34,3                                                                 | +18,8                                                                | 363                                                                  | +252                                                                 |                                                                      |
| Köztársasági Néppárt (Cumhuriyet Halk Partisi)                       | 6 099 083                                                            | 19,4                                                                 | +10,5                                                                | 178                                                                  | +178                                                                 |                                                                      |
| Az Igaz Ösvény Pártja (Doğru Yol Partisi)                            | 3 004 842                                                            | 9,5                                                                  | -2,5                                                                 | 0                                                                    | -85                                                                  |                                                                      |
| Nemzeti Mozgalom Pártja (Milliyetçi Hareket Partisi)                 | 2 622 545                                                            | 8,3                                                                  | -9,7                                                                 | 0                                                                    | -129                                                                 |                                                                      |
| Fiatalok Pártja (Genç Parti)                                         | 2 277 651                                                            | 7,2                                                                  | +7,2                                                                 | 0                                                                    | +0                                                                   |                                                                      |
| Demokrata Néppárt (Demokratik Halk Partisi)                          | 1 953 627                                                            | 6,2                                                                  | +1,5                                                                 | 0                                                                    | +0                                                                   |                                                                      |
| Anyaország Pártja (Anavatan Partisi)                                 | 1 610 708                                                            | 5,1                                                                  | -8,1                                                                 | 0                                                                    | -86                                                                  |                                                                      |
| Baloldali Demokrata Párt (Demokratik Sol Parti)                      | 385 950                                                              | 1,2                                                                  | -21,1                                                                | 0                                                                    | -136                                                                 |                                                                      |
| egyéb pártok                                                         | 2 714 533                                                            | 8,6                                                                  | *                                                                    | 9                                                                    | +6                                                                   |                                                                      |
| Érvényes szavazatok száma                                            | 31 448 428                                                           | 100,00                                                               |                                                                      | 550                                                                  |                                                                      |                                                                      |
| Érvénytelen szavazatok                                               | 1 284 982                                                            |                                                                      |                                                                      |                                                                      |                                                                      |                                                                      |
| Összesen                                                             | 31 448 428 (79,00%)                                                  |                                                                      |                                                                      |                                                                      |                                                                      |                                                                      |
| - Forrás: Adam Carr                                                  |                                                                      |                                                                      |                                                                      |                                                                      |                                                                      |                                                                      |

## Igazságszolgáltatás
A bírói hatalom szabadságát és függetlenségét az alkotmány garantálja. Nincs olyan szervezet, személy vagy intézmény, mely beleavatkozhat a bíróságok működésébe. A törvényhozó és végrehajtó hatalomnak pedig alá kell vetniük magukat a bíróság döntésének. A bíróságoknak számot kell adniuk a döntéseikről az alkotmányban előírtaknak, a törvényeknek, a jogtudománynak és személyes meggyőződésüknek megfelelően.
A török bíróságokon nincs esküdtszék, minden ügyben a bírók rendelkeznek, miután meghallgatták az ügyvédek és ügyészek érvelését. Kisebb polgári ügyekben, kihágásokban és vétségekben egyetlen bíró, az ún. "békebíró" dönt; a büntetés mértéke kisebb pénzbüntetésektől rövidebb fogházbüntetésekig terjed. Nagyobb polgári peres ügyekben és bűncselekményekben három bíróból álló elsőfokú bíróság ítélkezik. Bármilyen bűnügyben lehet fordulni a másodfokú bírósághoz.
Minden bírósági ügy nyilvános, ha mégis a nyilvánosság kizárásával történik egy tárgyalás, a bíróságnak meg kell indokolnia a döntést. Mind vádeljárást, mind a döntéshozatalt az alkotmány szabályozza. Egyetlen bírát vagy ügyészt sem lehet leváltani, hatalmát korlátozni vagy nyugdíjazni saját beleegyezése nélkül. Mindazonáltal a bíráknak bizonyos életkor elérése után nyugdíjba kell vonulniuk. A gyermekbíróságok más rendszer szerint működnek.
Ha a bíró döntését, magatartását kétségbe vonják, az Igazságügyi Minisztérium engedélyével egy különleges, jogtudósokból és rangidős bírókból álló testület vizsgálja ki az ügyet.
Az Ügyvédek és Ügyészek Főtanácsa felelős a bírósági egységért, a bírák kijelöléséért és a bírói engedély kiadásáért. Törökország jelenlegi miniszterelnöke, Recep Tayyip Erdoğan, a mai napig is a Főtanács vezetője.
Törökország Bírósági Hálózati Rendszert (UYAP) vezetett be. A bírósági ítéletek és dokumentumok (információ az aktákról, szakértői vélemények stb.) elérhetőek  az Internet segítségével, bizonyos megszorításokkal.
Törökország elfogadja az Európai Emberjogi Bíróság, mint felsőbíróság döntéseit. Törökország ugyancsak elfogadja hogy döntéseit a nemzetközi jog alapján hozza meg.

## Fordítás
- Ez a szócikk részben vagy egészben  a   Politics of Turkey című angol Wikipédia-szócikk fordításán alapul.  Az eredeti cikk szerkesztőit annak laptörténete sorolja fel. Ez a jelzés csupán a megfogalmazás eredetét és a szerzői jogokat jelzi, nem szolgál a cikkben szereplő információk forrásmegjelöléseként.